# ATOH7
ATOH7 (англ. Atonal bHLH transcription factor 7) – білок, який кодується однойменним геном, розташованим у людей на 10-й хромосомі. Довжина поліпептидного ланцюга білка становить 152 амінокислот, а молекулярна маса — 16 871.
| 10         |  | 20         |  | 30         |  | 40         |  | 50         |
| ---------- |  | ---------- |  | ---------- |  | ---------- |  | ---------- |
| MKSCKPSGPP |  | AGARVAPPCA |  | GGTECAGTCA |  | GAGRLESAAR |  | RRLAANARER |
| RRMQGLNTAF |  | DRLRRVVPQW |  | GQDKKLSKYE |  | TLQMALSYIM |  | ALTRILAEAE |
| RFGSERDWVG |  | LHCEHFGRDH |  | YLPFPGAKLP |  | GESELYSQRL |  | FGFQPEPFQM |
| AT         |  |            |  |            |  |            |  |            |

A: Аланін

C: Цистеїн

D: Аспарагінова кислота

E: Глутамінова кислота

F: Фенілаланін

G: Гліцин

H: Гістидин

I: Ізолейцин

K: Лізин

L: Лейцин

M: Метіонін

N: Аспарагін

P: Пролін

Q: Глутамін

R: Аргінін

S: Серин

T: Треонін

V: Валін

W: Триптофан

Кодований геном білок за функцією належить до білків розвитку. 
Задіяний у таких біологічних процесах, як транскрипція, регуляція транскрипції, диференціація клітин, нейрогенез. 
Білок має сайт для зв'язування з ДНК. 
Локалізований у ядрі.